# Kyselina klavulanová
Kyselina klavulanová je β-laktamové léčivo, které funguje jako inhibitor β-laktamázy. Sama o sobě nemá významné antimikrobiální účinky, ale v kombinaci s β-laktamovými antibiotiky (peniciliny, cefalosporiny) dokáže překonat antibiotickou rezistenci u bakterií vylučujících β-laktamázu, která jinak většinu penicilinů inaktivuje. Nejčastěji se využívá ve formě draselné soli (klavulanát draselný).

## Historie
Kyselina klavulanová byla patentována v roce 1974. Kromě inhibice β-laktamázy vykazuje off-target aktivitu v nervovém systému působením na glutamátový transportér 1 (GLT-1) a byla zkoumána jako potenciální lék na různé poruchy centrální nervové soustavy.

## Farmakologie

Srovnání kyseliny klavulanové (vlevo) s obecnou strukturou penicilinů (uprostřed) a cefalosporinů (vpravo)

Přestože kyselina klavulanová sdílí s β-laktamovými antibiotiky charakteristický β-laktamový kruh, její antimikrobiální účinky jsou zanedbatelné. Tato strukturní podobnost ovšem umožňuje vznik vazby s β-laktamázou, enzymem vytvářeným rezistentními bakteriemi. Kompetitivní inhibice probíhá nevratným navázáním molekuly kyseliny na serinový zbytek v aktivním místě enzymu, čímž dochází k zachování aktivity použitého antibiotika.
Kombinace penicilinového antibiotika amoxicilinu s kyselinou klavulanovou je lékem první volby u mnoha typů bakteriálních infekcí, např. zánětu středního ucha, zápalu plic, zánětu dutin či zánětu močových cest, včetně zánětu ledvin.